# جوني شيبرد
جوني شيبرد (بالإنجليزية: Johnny Shepherd)‏ هو لاعب كرة قدم أمريكية ولاعب كرة القدم الكندية أمريكي، ولد في 24 أبريل 1957 في لا غرانغ في الولايات المتحدة.

## وصلات خارجية
- جوني شيبرد على موقع مرجع كرة القدم المحترفة.كوم (الإنجليزية)